# Ahmed Burek
Ahmed-efendija Burek (1876 Batuša, okres Gornji Vakuf, osmanská říše – 13. června 1948 Sarajevo, Federativní lidová republika Jugoslávie) byl bosenskohercegovský islámský duchovní a pedagog bosňáckého původu.

## Životopis
Mekteb, nižší islámskou školu, navštěvoval v rodné obci. V Sarajevu absolvoval Gazi Husrev-begovu medresu (zde navštěvoval přednášky proslulého učitele, mudarrise, Mehmeda Refik-efendiji Muftiće) a muslimskou učitelskou přípravku Daru-l-muallimin. Po dokončení těchto škol odešel za vzděláním do Istanbulu.
Po návratu do vlasti vyučoval v Daru-l-mualliminu, Merhemićově a Atmejdanské medrese v Sarajevu. Roku 1910 byl jmenován učitelem náboženství ve Vyšším gymnáziu v Sarajevu, kde zůstal do začátku školního roku 1921/1922. Pak byl umístěn do Šarí‘atské soudní školy (22. září 1921–2. listopadu 1925), již dříve honorárně vyučoval v Učitelské škole a Šarí‘atské soudní škole (11. září–25. října 1915, 2. prosince 1918–22. září 1921). Roku 1915 vykonal profesorskou zkoušku před komisí Ulema-medžlisu, nejvyšší rady duchovních Islámského společenství v Bosně a Hercegovině. Kvůli svým sympatiím s opozičně naladěnou Jugoslávskou muslimskou organizací byl roku 1925 poslán do předčasné penze.
Ulema-medžlis jej 4. září 1924 jmenoval za prvního mudarrise, učitele, v Gazi Husrev-begově medrese, vyučovat zde ale začal až roku 1926. V letech 1930–1932 v této škole vedl vyšší kurz (Alijja), který měl časem přerůst ve vyšší medresu, nakonec ale od tohoto záměru bylo upuštěno (v tomto kurzu přednášeli významní pedagogové Salim-efendija Muftić, Šakir-efendija Mesihović, Muhammed Emin-efendija Dizdar a Hamdija Kreševljaković). Poté, co se Muhammed Emin-efendija Dizdar stal rektorem Vyšší šarí‘atsko-teologické školy v Sarajevu, roku 1938 převzal jeho místo ředitele (upravitelj) Gazi Husrev-begovy medresy. Na Vyšší šarí‘atsko-teologické škole pak mezi lety 1935 a 1945 honorárně vedl předměty 'aqida (dogmatika a apologetika) a hadís (islámská tradice). Na postu prvního učitele a ředitele v medrese zůstal až do 1. listopadu 1947, kdy byl definitivně penzionován.
Roku 1910 se stal členem první volební komise, která vybírala reisu-l-ulemu Islámského společenství v Bosně a Hercegovině. Roku 1914 byl kandidátem na muftího v Banja Luce, místo však nakonec získal Muhamed Ševket-efendija Kurt, mudarris travnické medresy. Roku 1938 při volbě nového reisu-l-ulemy skončil na druhé místě za Fehim-efendijou Spahem.
Od začátku 20. století se zapojil do mnoha společenských aktivit. Roku 1914 byl vybrán do výboru Sdružení bosensko-hercegovské ‘ilmijje (Udruženje bosansko-hercegovačke ilmijje), stavovské organizace muslimských duchovních na čele s reisu-l-ulemou. Několik let byl členem redakčního výboru časopisu El-Hidaje. Působil také v muslimském abstinenčním spolku Trezvenost (Střízlivost) v Sarajevu. Podílel se na činnosti islámských školských anket (1911–1912) a (1921–1922), které měly za cíl reformovat stávající muslimský školský systém v Bosně a Hercegovině. Sám byl člen skupiny pro vypracování plánu a programu náboženství ve středních a středních odborných školách. Nadto recenzoval učebnice, mj. mluvnici arabštiny pro nižší ročníky medres a středních škol, kterou roku 1936 uveřejnili dr. Šaćir Sikirić, Muhammed-efendija Pašić a Mehmed-efendija Handžić. Vedle toho byl členem komise, před kterou byla skládána profesorská zkouška budoucími učiteli náboženství ve středních školách.
Ahmed zemřel 13. června 1948 v Sarajevu. Pohřben byl na hřbitově Pod trešnjom nedaleko sarajevské mešity Vinograd.